# Calm Air
Calm Air International Ltd., действующая как Calm Air, — региональная авиакомпания Канады со штаб-квартирой в городе Томпсон (Манитоба), выполняющая регулярные, чартерные и грузовые рейсы по населённым пунктам северной части провинции Манитоба и в административный регион Киваллик провинции Нунавут.
Главными транзитными узлами (хабами) авиакомпании являются Аэропорт Томпсон и Международный аэропорт Виннипег имени Джеймса Армстронга Ричардсона.

## История
Авиакомпания Calm Air была основана в 1962 году бизнесменом Арнольдом Морбергом и его супругой для осуществления чартерных перевозок в северной части провинции Саскачеван. В 1976 году перевозчику перешли права компании Transair на выполнение регулярных перевозок в провинции Нунавут, а в 1981 году — аналогичные права на рейсы обанкротившейся авиакомпании Lamb Air.
В 1987 году магистральная авиакомпания Канады Canadian Airlines приобрела 45 % собственности Calm Air, однако впоследствии компания выкупила данную долю после признания Canadian Airlines банкротом и поглощении её флагманским перевозчиком страны Air Canada.

## Флот
По состоянию на декабрь 2009 года воздушный флот авиакомпании Calm Air составляли следующие самолёты:
- 2 Cessna 208
- 2 ATR 42-300
- 2 ATR 42-320
- 1 ATR 72-300
- 2 Hawker Siddeley HS 748 2A
- 6 Saab 340B

## Маршрутная сеть авиакомпании
Авиакомпания Calm Air выполняет регулярные рейсы по следующим маршрутам:
- Манитоба
  - Черчилл — Аэропорт Черчилл
  - Флин-Флон — Аэропорт Флин-Флон
  - Гиллам — Аэропорт Гиллам
  - Шаматтава — Аэропорт Шаматтава
  - Саут-Индиан-Лейк — Аэропорт Саут-Индиан-Лейк
  - Те-Пас — Аэропорт Те-Пас
  - Томпсон (Аэропорт Томпсон
  - Виннипег — Международный аэропорт Виннипег имени Джеймса Армстронга Ричардсона
- Нунавут
  - Арвиат — Аэропорт Арвиат
  - Бейкер-Лейк — Аэропорт Бейкер-Лейк
  - Честерфилд-Лейк — Аэропорт Честерфилд-Лейк
  - Корал-Харбор — Аэропорт Корал-Харбор
  - Ранкин-Инлет — Аэропорт Ранкин-Инлет
  - Репалс-Бей — Аэропорт Репалс-Бей
  - Уэйл-Ков — Аэропорт Уэйл-Ков